# Tumidifemur pulchrum
Tumidifemur pulchrum is een vliesvleugelig insect uit de familie Trichogrammatidae. De wetenschappelijke naam is voor het eerst geldig gepubliceerd in 1911 door Girault.